# Dierama longistylum
Dierama longistylum är en irisväxtart som beskrevs av Wessel Marais. Dierama longistylum ingår i släktet Dierama och familjen irisväxter. Inga underarter finns listade i Catalogue of Life.